# Crise política na República Democrática do Congo em 2016
A crise política na República Democrática do Congo em 2016 ocorre após o adiamento para uma data indeterminada da eleição presidencial marcada para 20 de dezembro de 2016, permitindo que o presidente Joseph Kabila permaneça no poder. Teve inicio em setembro, com as primeiras cimeiras políticas buscando resolver a situação, concomitante com manifestações que provocaram diversas mortes e prossegue até 31 de dezembro, quando um acordo foi finalmente alcançado, o qual prevê a saída do presidente Kabila e a realização de eleições presidenciais em 2017.

## Contexto

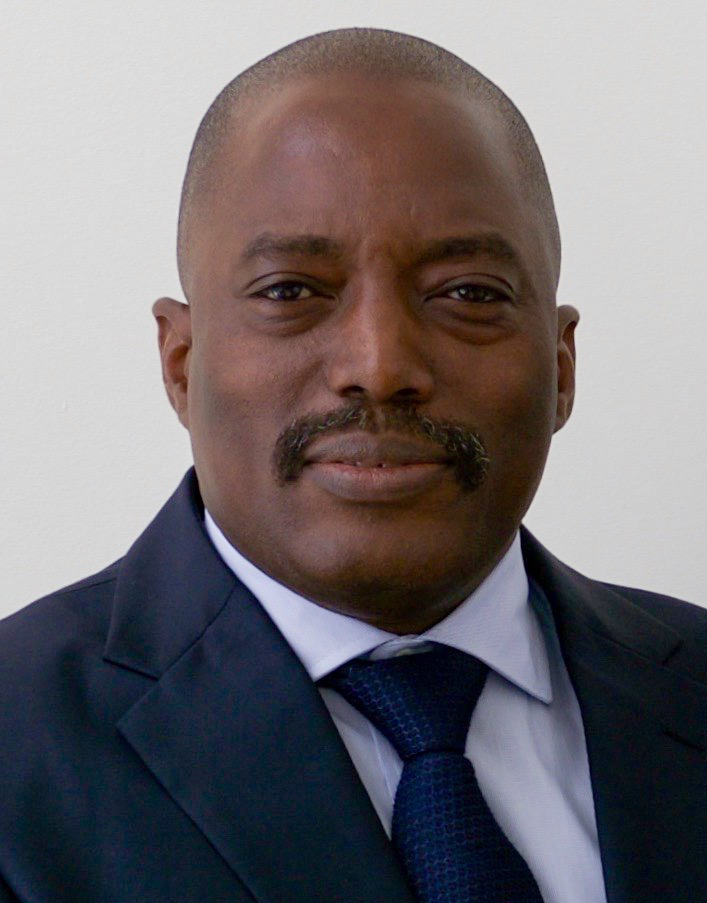
O presidente Joseph Kabila.

O presidente Kabila já cumpriu os dois mandatos que lhe outorga a Constituição, estando portanto impedido de se candidatar novamente. Após as eleições de 2011, marcadas por fraudes em massa, a situação política torna-se tensa na República Democrática do Congo. As manifestações realizadas em janeiro de 2015 são severamente reprimidas. Os opositores e os jornalistas são presos.

## Cronologia
Em janeiro de 2015, a Assembleia congolesa aprova um projeto de lei para adiar a data das eleições. Esta lei é contestada pela oposição, gerando três dias de violência.
Em 11 de maio de 2016, a Corte Constitucional autoriza o presidente a permanecer no poder na ausência de novas eleições. A oposição se reúne em 10 de junho por iniciativa de Étienne Tshisekedi e exige a saída de Kabila em 31 de julho.
Em 1º de setembro, as negociações começam, mas apenas uma parte da oposição, liderada por Étienne Tschisekedi, participa. Em 19 e 20 de setembro, três meses antes do final do mandato de Joseph Kabila, a oposição organiza manifestações. Durante estes protestos, a polícia dispara contra a multidão, enquanto as sedes dos partidos políticos e o comércio são incendiados.
Em outubro de 2016, a oposição pede por um "dia de cidades mortas" devido a recusa de Kabila de organizar novas eleições.
Em 20 de dezembro de 2016 o presidente Joseph Kabila anunciou um novo governo, após o seu mandato constitucional expirar no dia anterior. Imediatamente, protestos se espalharam por todo o país, que nunca teve uma transferência pacífica de poder desde sua fundação em 1960. Como consequência dos protestos, houve o bloqueio da mídia social pelo governo e violência pelas forças de segurança, que deixou dezenas de mortos. Os governos estrangeiros condenaram os ataques contra manifestantes.
Em 23 de dezembro, foi proposto um acordo entre o principal grupo de oposição e o governo liderado por Kabila, segundo o qual este último concordou em não alterar a Constituição e deixar o cargo antes do final de 2017.  Em conformidade com a decisão, o líder da oposição, Étienne Tshisekedi, supervisionará para que o acordo seja implementado e que o primeiro-ministro seja nomeado pela oposição.
A Igreja Católica Romana da República Democrática do Congo foi mediadora das conversações entre membros da oposição política do país e o governo.